# Smeltkroes (sociologie)
Een smeltkroes is een vermenging van culturen tot een aparte (sub-)cultuur. Het begrip stamt uit de Verenigde Staten, waar in de steden een aparte cultuur ontstond uit de vele culturen van immigranten en subculturen. Voor multi- en interculturalisten geldt het als ideaal. Een melting pot ontstaat in een multiculturele samenleving. De culturen van etnische minderheid vermengden zich met de hoofdcultuur in het land. Hierdoor zal het land één cultuur gaan kennen die grotendeels gevormd is uit deze cultuur. Deze cultuur verandert doorlopend door de instroom van nieuwe immigranten en tal van interne culturele processen. Het is echter geen Amerikaans verschijnsel alleen.
Het Creools geldt als het type-voorbeeld van een eerste smeltkroes van talen en culturen.
Ook in Europese steden of wijken vormt zich een smeltkroes van culturen, bijvoorbeeld in de Limburgse mijncité's, zelfs met de vorming van een eigen taal, die ook de sporen vertoont van de samenstellende talen. Ook in sommige Parijse voorsteden ontwikkelt zich een subcultuur met vermenging van Franse en Noord-Afrikaanse invloeden. 